# نيزك مورتشيسون
شهاب ماركيسونMurchison هو CM2-كوندريت, سقط يوم 28. سبتمبر 1969 في ولاية فيكتوريا باستراليا . وعثر منه على أجزاء يبلغ مجموع وزنها نحو 100 كيلوجرام من هذا النيزك.
الشهاب ماكيسون هو كوندريت كربوني بدائي ولهذا يهتم العلماء في دراسته ، حيث أن مادته تعتبر من المواد الاصلية التي تكونت منها المجموعة الشمسية. وقد عثر في هذا الشهاب على مواد عضوية.